# Thanatus ketani
Thanatus ketani là một loài nhện trong họ Philodromidae.
Loài này thuộc chi Thanatus. Thanatus ketani được miêu tả năm 2001 bởi Bhandari & Pawan U. Gajbe.